# 東川站 (大邱廣域市)
東川站（：／ Dongcheon yeok */?）是大邱地鐵3號線沿線的一座高架車站，位於韓國大邱廣域市北區東川洞。

## 車站結構
站體為2面2線側式月台的高架車站，候車月台設有半高式月台門，僅有1處出口。

### 月台配置
| 八莒 ↑     |
| \| 上      |
| ↓ 漆谷雲岩 |

| 月台 | 路線               | 目的地                       |
| ---- | ------------------ | ---------------------------- |
| 上行 | ●大邱都市鐵道3號線 | 八莒、鶴亭、漆谷慶大醫院方向 |
| 下行 | ●大邱都市鐵道3號線 | 漆谷雲岩、西門市場、龍池方向 |

## 歷史
- 2015年4月23日：開通使用。

## 車站周邊
- 東川洞居民中心
- 龜壽山圖書館
- 大邱大川初等學校
- 大邱北部初等學校
- 大邱函芝初等學校
- 大邱東坪初等學校
- 大東橋
- 華城中央公園
- 東川社區公園

## 圖片

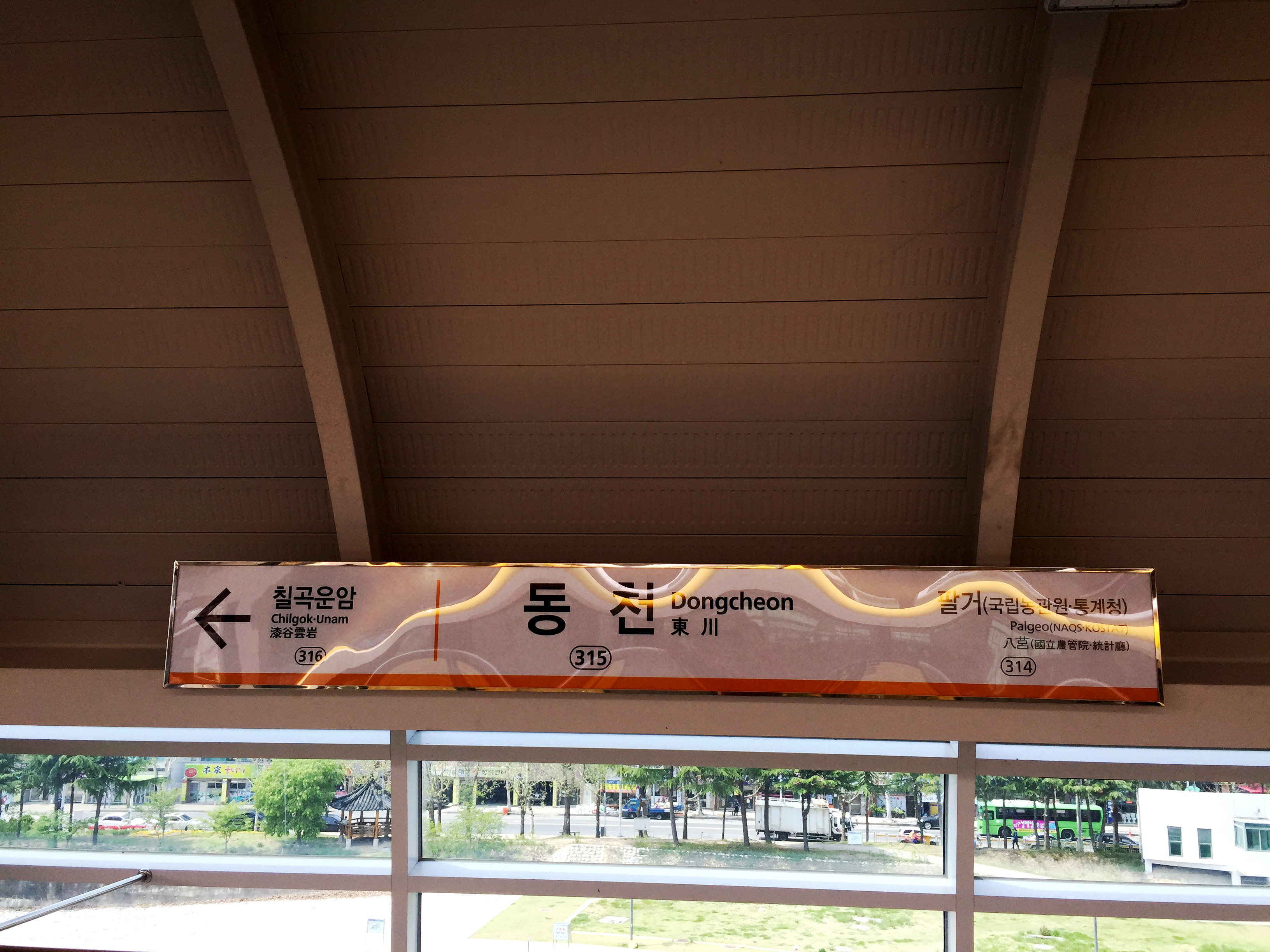
站名牌
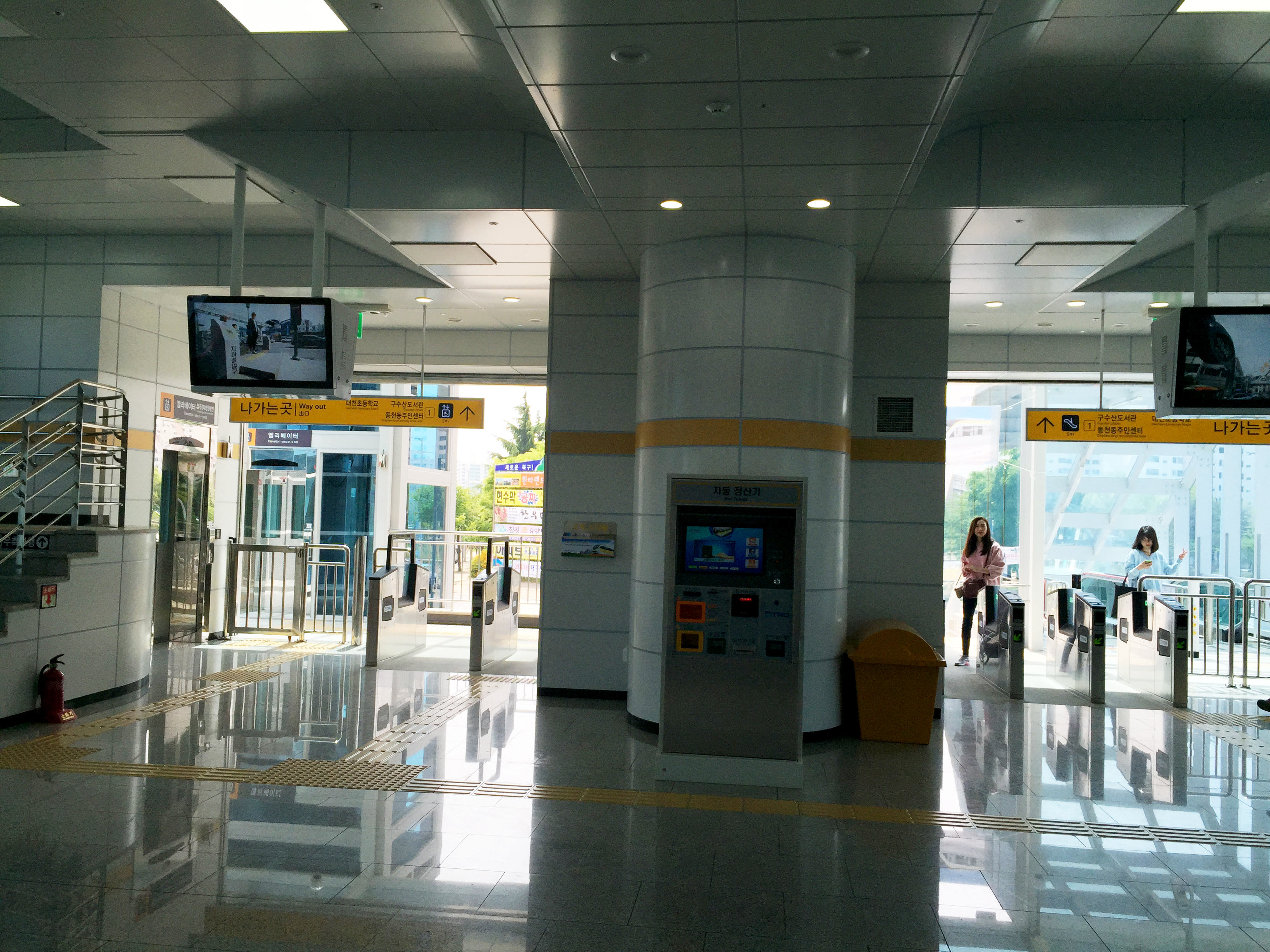
剪票閘口
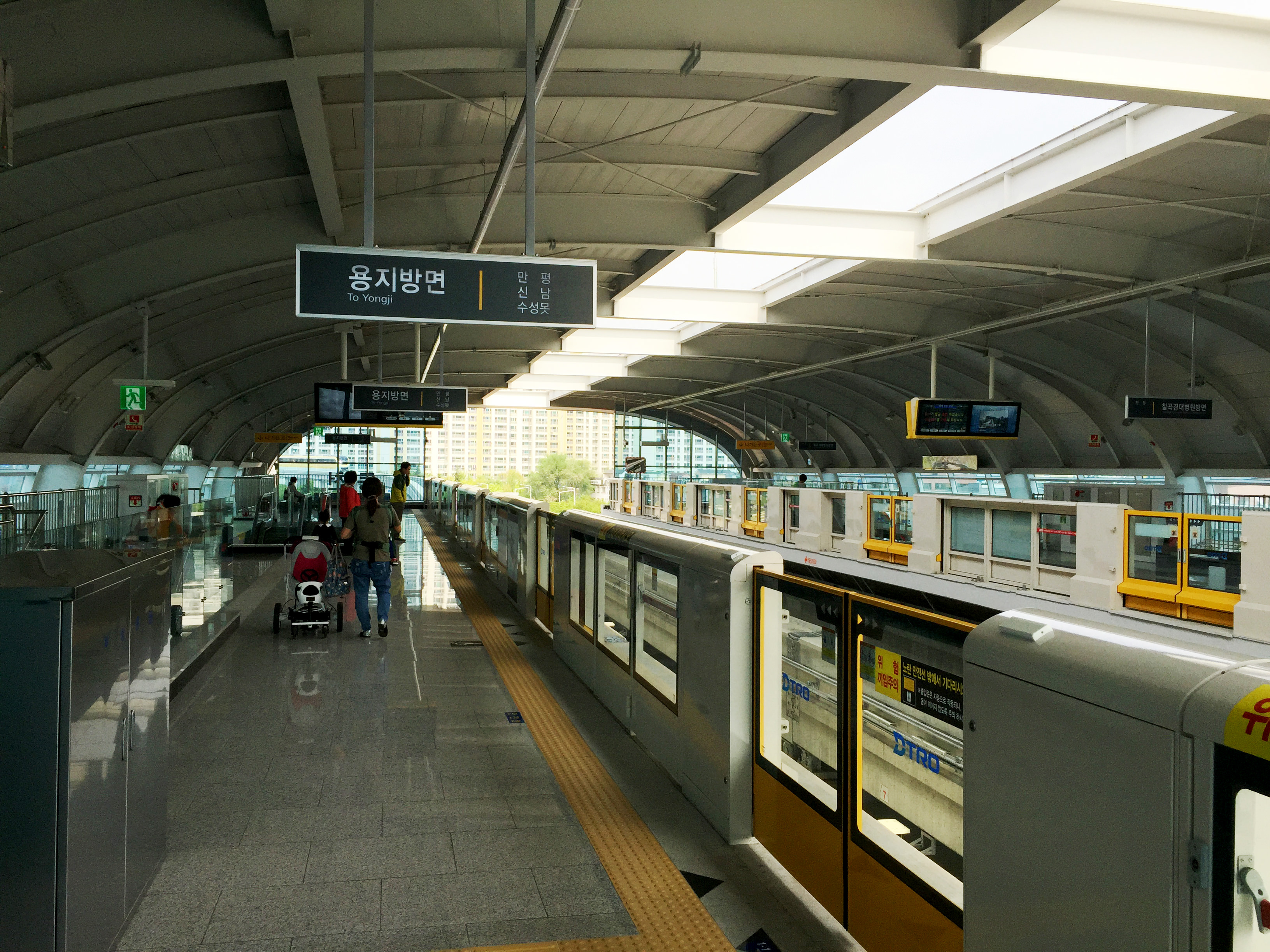
候車月台
車站建築

## 相鄰車站
大邱都市鐵道公社
●大邱都市鐵道3號線
八莒（314）－東川（315）－漆谷雲岩（316）